# فوكشاني

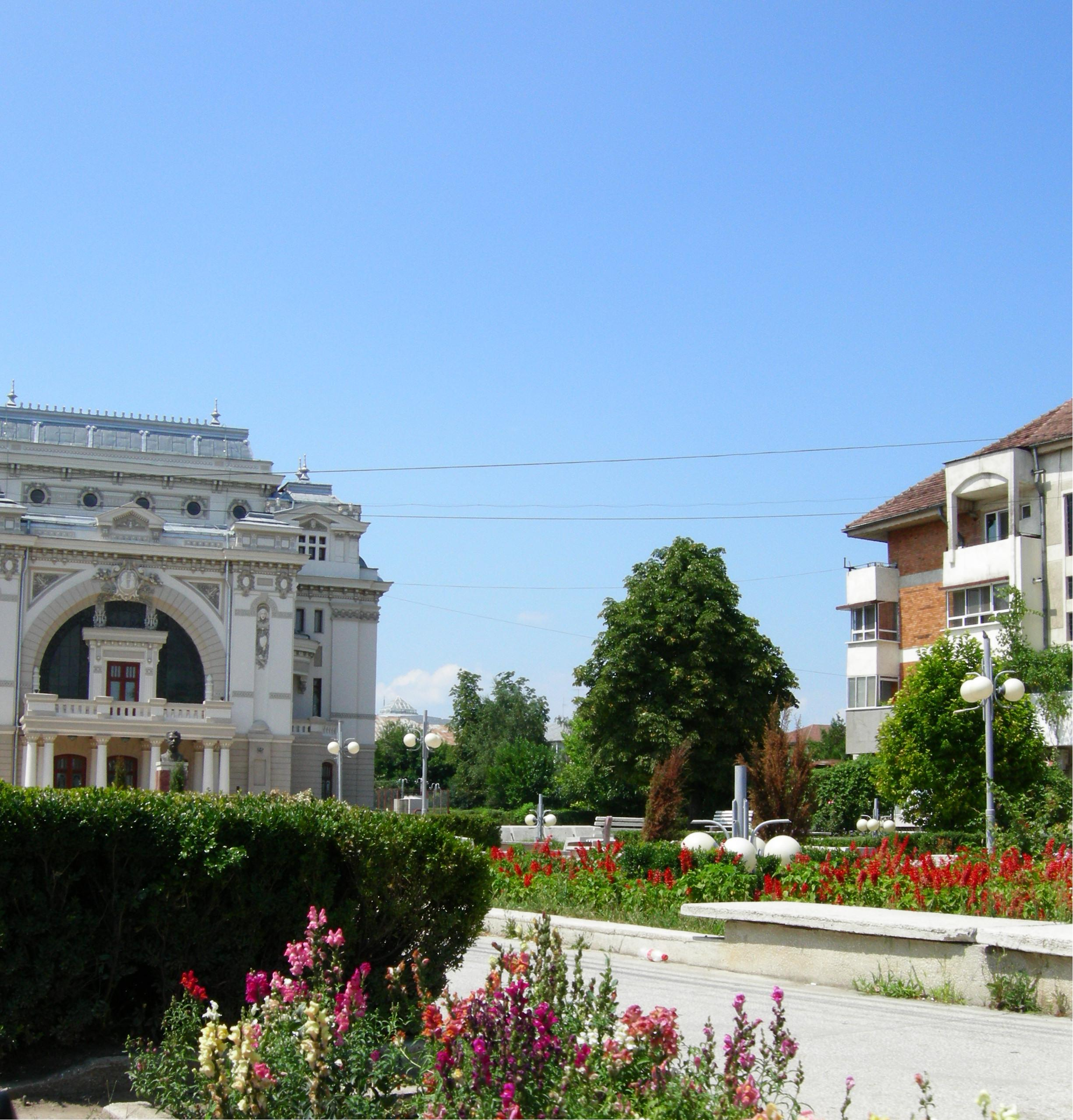
مسرح فوكشاني

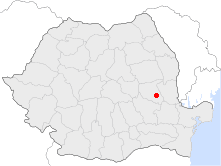
موقع فوكشاني

فوكشاني (بالرومانية:Focşani) تعتبر أكبر مدينة من مقاطعة فرنتشيا في مولدوفا وعدد سكانها يبلغ 105700 نسمة.

## الرياضة
ليست مشهورة على المستوى الرياضي وتمتلك 3 أندية محلية .

## المدن المجاورة
- أراد (607 كم)
- باكاو (105 كم)
- براشوف (191 كم)
- بوخارست (184 كم)
- بوزاو (74 كم )

## توأمة
لفوكشاني اتفاقيات توأمة مع كل من:
- بانيا لوكا
- باتراس [9]
- بوتنسا
- تيفولي
- سيرتوخيمبوس
- بيرد
- رمات غان

## أعلام
- فيرجيل إيوان
- أدريان فوينا
- كارل غرونبيرغ
- فالنتينا أرديان إليسي
- كاميل بالتازار
- إدوارد بوخنر